# Вулкан (митология)
Вижте пояснителната страница за други значения на Вулкан.
Вулкан в римската митология е бог, аналог на древногръцкия Хефест. Покровител е на разрушителния огън и ковашкото изкуство. Той е съпруг на най-красивата римска богиня – Венера. Работилниците му се намирали дълбоко под земята във вулканичните области на планината Етна в Сицилия и на Липарските острови. В тях, заедно с циклопите, изпълнявал поръчките на боговете – ковял мълнии за Юпитер, стрели за Диана и въоръжение за отличилите се герои.